# Hank DeZonie
Henry Lincoln DeZonie, detto Hank (Harlem, 12 febbraio 1922 – Harlem, 2 gennaio 2009), è stato un cestista statunitense, professionista nella ABL, nella NBL e nella NBA.